# 达妮埃拉·德伦恰
达妮埃拉·德伦恰（羅馬尼亞語：Daniela Druncea，1990年11月2日—），罗马尼亚女子赛艇运动员。她曾代表罗马尼亚参加2016年和2020年夏季奥林匹克运动会赛艇比赛，其中2016年奥运会获得一枚铜牌。